# 崎漏正順廟
崎漏正順廟，位於高雄市茄萣區，主祀大使爺公，為茄萣四大聚落公廟之一，座落在茄萣崎漏里。廟內有一南管樂團正聲社，為光復後成立。

## 沿革
大清乾隆十三年（1748年），邱相順公由福建省漳州府海澄縣第三都永泰郡申興里鄭敦社新鞍庄迎請謝府元帥（大使爺公）神像渡海移民來臺。
在今茄萣崎漏（塭寮）地區定居，以漁獵耕塭為主，大使爺公信仰圈普及全崎漏（塭寮）庄，信徒虔誠敬拜，遂於光緒四年（1787年）由董事方有才、總理邱文略、耆老曾馬觀、陳位觀、邱智觀、邱查觀發起建立正順廟，建廟會全庄安和樂利。

## 祀神
崎漏正順廟主祀大使爺公和謝府三元帥，陪祀常府四元帥、范府五王公、福德正神、註生娘娘、中壇元帥、觀音菩薩、孟府郎君。

## 外部連結
- 崎漏正順廟Facebook粉絲專頁